# Робърт Грейвс (дипломат)
Вижте пояснителната страница за други личности с името Робърт Грейвс.
Сър Робърт Уиндъм Грейвс (на английски: Sir Robert Windham Graves) е британски дипломат на Балканите в края на XIX век.

## Биография
Роден е в 1858 година в имението Паркнасила, графство Кери, Ирландия, във видно англо-ирландско семейство. Учи в Марлборо колеж в Уилтшър. Започва дипломатическата си кариера като студент преводач в османската столица Цариград в 1879 година и скоро постъпва на работа в британската консулска служба, като много години служи в Османската империя.
Генерален консул е в източнорумелийската столица Пловдив (1883). След Съединението е изпълняващ длъжността дипломатически представител и генерален консул в България (1885). В 1903 година поема длъжността генерален консул в Солун от Алфред Билиоти и я заема до 1907 година, когато става британски съветник в Македонската финансова комисия. От 1909 до 1914 година е съветник към Османското министерство на финансите и като такъв от февруари до май 1912 година е част от османската правителствена мисия в Албания, която той описва като „Ничията земя на Европейска Турция“.
В 1914 година е съветник и генерален инспектор на министерството на вътрешните работи.
В 1933 година публикува в Лондон мемоарите си „Storm Centres of the Near East“ (Центрове на бури в Близкия изток), която е важен източник за последните години на османската власт на Балканите.
Умира в 1934 година.